# 咄陸可汗
咄陸可汗（Türük qaγan、漢音：とつりくかがん、拼音：Duōlù kĕhàn、? - 634年）は、西突厥の可汗。莫賀設の子。咄陸可汗（テュルク・カガン）というのは称号で、姓は阿史那氏、名は泥孰（でいしゅく）という。大渡可汗（たいとかがん）とも称した。

## 生涯
莫賀設（バガ・シャド：官名）の子として生まれる。父の莫賀設は統葉護可汗（トン・ヤブグ・カガン）に仕え、武徳年間（618年 - 626年）に西突厥の遣使として唐に赴き、李世民と兄弟の契りを結んだ。
莫賀設が死ぬと、泥孰は後を継いで伽那設（カーナー・シャド Kānā Šad：官名）となり、後に莫賀設となった。
貞観2年（628年）、莫賀咄（バガテュル）が統葉護可汗を殺して大可汗となると、弩失畢部は泥孰を可汗に推戴しようとしたが、泥孰はこれを固辞し、別に統葉護可汗の子の肆葉護可汗を即位させた。
貞観4年（630年）、肆葉護可汗は兵を興して莫賀咄可汗を撃ち、これを大敗させた。莫賀咄可汗は金山（アルタイ山脈）に遁走するが、泥孰に殺された。
貞観6年（632年）、泥孰は肆葉護可汗に命を狙われるようになり、焉耆国へ亡命した。一方で肆葉護可汗の暴虐ぶりに耐えかねた設卑達干（没卑達干）は、弩失畢部の諸豪と肆葉護可汗の廃位を謀り、遂に肆葉護可汗を放逐した。これにより西突厥の国人たちは泥孰を焉耆で迎えて即位させ、咄陸可汗（テュルク・カガン）とした。咄陸可汗は大可汗となると、さっそく唐へ遣使を送って臣下の礼をとった。そこで唐の太宗は咄陸可汗に名号と鼓纛を賜うことにした。
貞観7年（633年）、太宗は鴻臚少卿の劉善を西突厥へ派遣して、咄陸可汗に呑阿婁拔奚利邲咄陸可汗（とんあろうはつけいりひつとつりくかがん）の称号を与えた。これに対して咄陸可汗はまた遣使を送って感謝を述べた。
貞観8年（634年）、咄陸可汗が卒去し、その弟の同娥設（トンガ・シャド Toŋa Šad：官名）が立ち、沙鉢羅咥利失可汗（イシュバラ・テリシュ・カガン）となった。

## 参考資料
- 『旧唐書』（列伝第百四十四下 突厥下）
- 『新唐書』（列伝百四十下 西突厥）
- 佐口透・山田信夫・護雅夫訳注『騎馬民族誌２正史北狄伝』（1972年、平凡社）
- 内藤みどり『西突厥史の研究』（1988年、早稲田大学出版部、ISBN 4657882155）